# 9691 Зваан
9691 Зваан (9691 Zwaan) — астероїд головного поясу, відкритий 24 вересня 1960 року.
Тіссеранів параметр щодо Юпітера — 3,381.